# Арман Д'Ари
„Арман Д'Ари“ (на английски: Armand D'Ary) е американски късометражен документален ням филм от 1894 година на режисьора Уилям Кенеди Диксън с участието на известната по това време певица и танцьорка Арман Д'Ари, заснет в лабораториите на Томас Едисън в Ню Джърси.

## Сюжет
Арман Д'Ари изпълнява пред камерата френски танци и шансони.

## В ролите
- Арман Д'Ари[3]

## Интересни факти
- Първото известно в наши дни излъчване на филма пред публика се е състояло на 18 юни 1896 година в „Театро до Принсипе Реал“ в Португалия.[4]
- Изпълнителката на френските танци и шансони във филма Арман Д'Ари всъщност е италианка, родена в Неапол.[5]